# Muhammad Abdullaev
Mohammadqodir Abdullaev (uzbek: Muhammadqodir Abdullayev; 15 de novembre de 1973), més conegut com a Muhammad Abdullaev, és un boxador uzbek, ja retirat, que va competir com a professional del 2001 al 2011.
Com a amateur va obtenir medalles d'or en la categoria del pes superlleuger als Jocs Asiàtics de 1998, al Campionat del Món de boxa de 1999 i als Boxa als Jocs Olímpics d'Estiu del 2000. En aquests Jocs fou l'abanderat de l'Uzbekistan en la cerimònia inaugural.
El 2001 va passar al professionalisme, amb un balanç de vint-i-una victòries i quatre derrotes fins al 2011, quan es retirà. El 2005 va lluitar pel títol de pes superlleuger de l'Organització Mundial de Boxa.